# Ciutat autònoma
Una ciutat autònoma és una circumscripció territorial amb estatus especial que abasta només una ciutat o conurbació. En la majoria de casos, és un sol municipi (o un municipi capital acompanyat d'un grup de municipis més petits) que no es troba integrat o dependent de cap divisió administrativa de rang intermedi, on s'agrupen la resta de municipis. D'altra banda, es distingeix de la ciutat estat, realment independent i sobirana, i reconeguda internacionalment, pel fet que la ciutat autònoma, amb les seves diverses denominacions i els seus diferents estatus legals, segons els països, sempre forma part d'un estat sobirà.
Si l'estat és unitari, la ciutat autònoma sol tenir per a ella sola una administració de nivell cantonal, departamental, provincial o regional. En canvi, si es tracta d'una federació, la ciutat autònoma, generalment, sol ser un estat o bé un territori federal.
Tot i que la denominació concreta de "ciutat autònoma" només s'aplica oficialment a Espanya (Ceuta i Melilla) i a l'Argentina (Buenos Aires), el concepte s'ha d'entendre referit a qualsevol municipi que es trobi equiparat a una divisió administrativa intermèdia, amb sobirania limitada o sense cap mena de sobirania, dins d'un estat sobirà. Les ciutats autònomes equivalen al que en anglès es denomina independent city o també independent town. Aquesta categoria inclou fins i tot els municipis que són divisió administrativa de segon o tercer nivell, no només els de primer nivell, que són els únics que es relacionen en aquest article.
A més, cal considerar el concepte obert de ciutat, ja que en alguns casos els districtes urbans en què està dividida la ciutat tenen personalitat pròpia com a municipis, i aleshores la ciutat autònoma és, en realitat, una conurbació.
Diversos estats unitaris (o, si més no, no federals) han constituït la seva capital com una entitat políticoadministrativa separada de la resta del territori. Més específicament, als països amb una estructura federal, la capital federal sol ser un territori separat dels diversos estats federats, amb un sistema de govern particular i la consideració de "subjecte federal" o "entitat constituent", al mateix nivell que els altres membres de la federació. Una excepció entre les capitals federals: Ottawa, capital del Canadà, no és ciutat autònoma, sinó que és un municipi més de la província d'Ontario. Sí que existeix una "Regió Capital Nacional", més aviat simbòlica, que inclou l'anglòfona Ottawa, la veïna ciutat francòfona de Gatineau, a la província de Quebec, i altres poblacions del seu entorn, però que no constitueix cap entitat política separada, sinó que queda repartida entre les dues províncies esmentades. Una altra excepció és Palikir, capital dels Estats Federats de Micronèsia, que només és una petita població dins del municipi de Sokehs, a l'estat federat de Pohnpei.

## Antecedents històrics
En el Sacre Imperi Romanogermànic, i també amb intensitat decreixent als estats que el van succeir, la Confederació Germànica i l'Imperi alemany, les anomenades "ciutats imperials lliures" (en alemany: freie Reichsstadt i, en plural, freie Reichsstädte) van assolir l'estatus legal de la immediatesa imperial, és a dir, que no podien ser subinfeudades a cap altre senyor vassall, sinó que restaven sotmeses únicament a l'autoritat imperial. És el cas de les ciutats d'Hamburg, Bremen i Lübeck, així com altres que han tingut i després perdut aquest privilegi al llarg de la història del Sacre Imperi. Aquest és l'origen de l'existència de ciutats que no s'integren en cap altra divisió administrativa del país al qual pertanyen.

## Alemanya
Els lander urbans de Berlín (la capital d'Alemanya) i Hamburg funcionen com a estats federals iguals als altres. El mateix es pot dir de l'Estat de Bremen, tot i que de fet el formen dues ciutats, Bremen i Bremerhaven. Bremerhaven fou fundada inicialment com el port de mar de la "Ciutat Hanseàtica Lliure de Bremen".

## Andorra

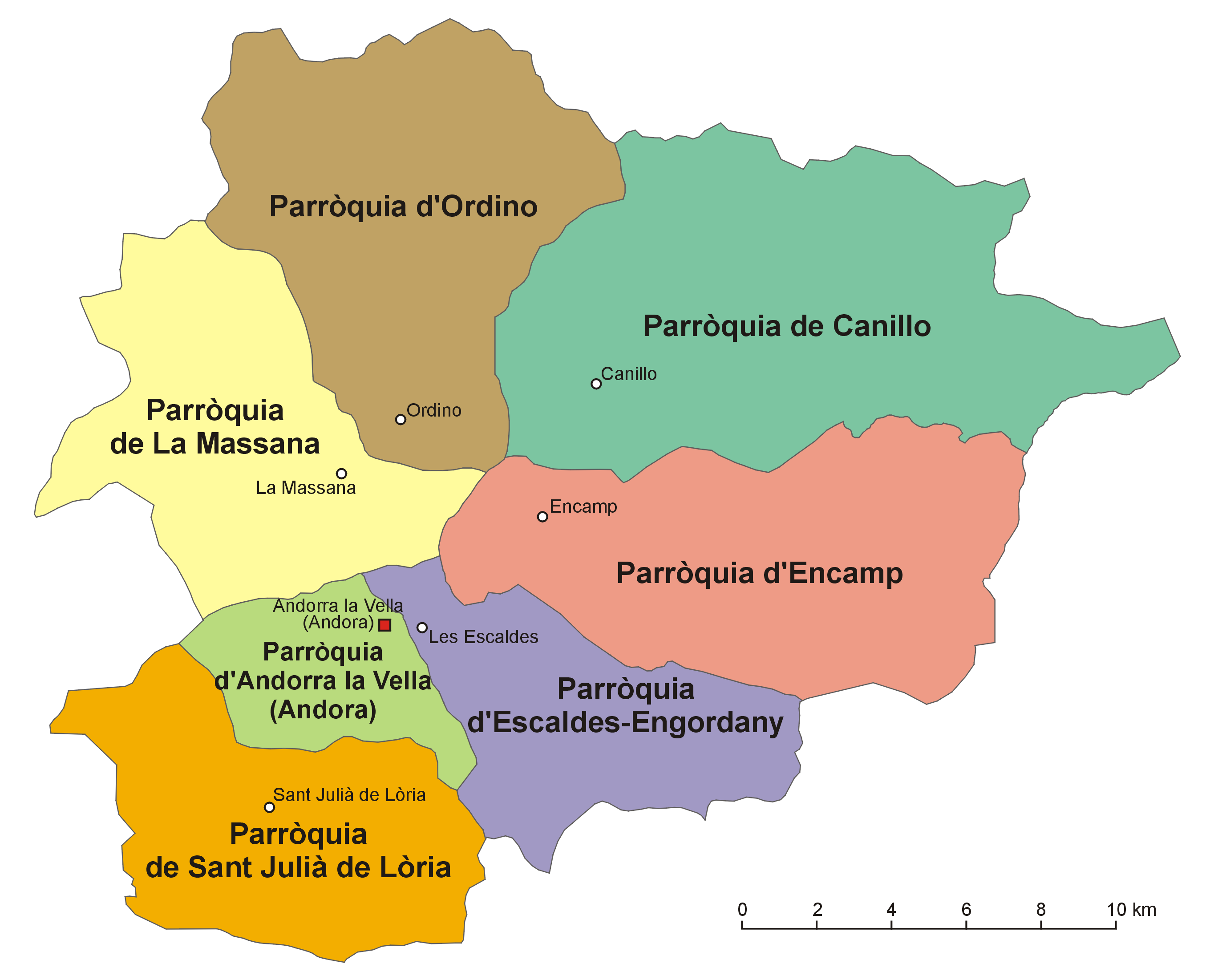
Les set parròquies d'Andorra.

Les 7 parròquies del Principat d'Andorra: Canillo, Encamp, Ordino, La Massana, Andorra la Vella (capital del país), Sant Julià de Lòria i Escaldes-Engordany són l'única divisió territorial del país i, per tant, cada una d'elles es pot considerar una ciutat autònoma. Les "parròquies baixes" (les 3 darreres) són més urbanes que les "parròquies altes".

## Argentina
Buenos Aires, capital de l'Argentina, fou designada "Ciutat Autònoma" per una esmena de la Constitució el 1994 (abans, Buenos Aires era denominada "Capital Federal"). La Ciutat Autònoma té els mateixos poders sobirans que les altres províncies argentines i és representada al Senat per 3 senadors i a la Cambra de Diputats per 25 diputats nacionals. La major part de la conurbació de Buenos Aires, tanmateix, s'estén per la veïna Província de Buenos Aires.

## Austràlia

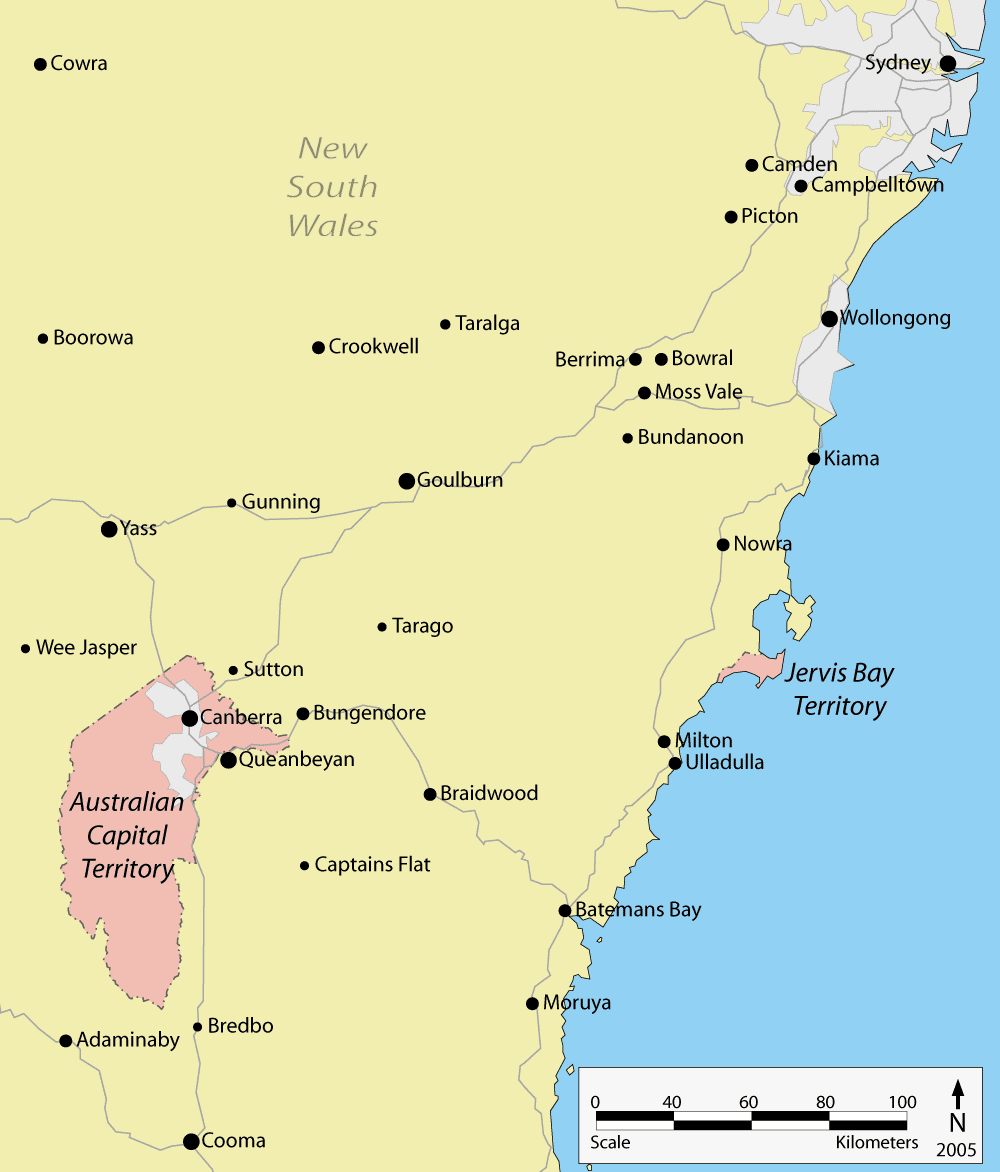
Localització de l'ACT i Jervis Bay.

Canberra, capital d'Austràlia, se situa al Territori de la Capital Australiana (en anglès, ACT), enclavat dins l'estat de Nova Gal·les del Sud, i ocupat només per la capital, més algunes poblacions rurals i extenses àrees naturals protegides. L'Assemblea Legislativa de l'ACT governa tot el Territori però també fa de Consell Municipal de Canberra. El territori de la capital administra també inclou un enclavament a la costa, el Territori de Jerbis Bay, el 90% del qual és territori aborigen. El Parlament Federal té el dret de veto sobre les decisions de l'Assemblea Legislativa de l'ACT.

## Àustria
A Àustria, la ciutat de Viena, la capital del país, és en si mateixa un dels 9 estats que componen la república.

## Bèlgica
Brussel·les, capital de Bèlgica, constitueix amb altres 18 municipis la Regió de Brussel·les-Capital, oficialment bilingüe (flamenc-francès), que no forma part ni de Flandes ni de Valònia, tot i que constitueix un enclavament dins de la regió de Flandes (de la qual també n'és la capital) i que la majoria de la població és francòfona com la de la regió de Valònia. Brussel·les també és, de facto, la capital de la Unió Europea.

## Bòsnia i Hercegovina

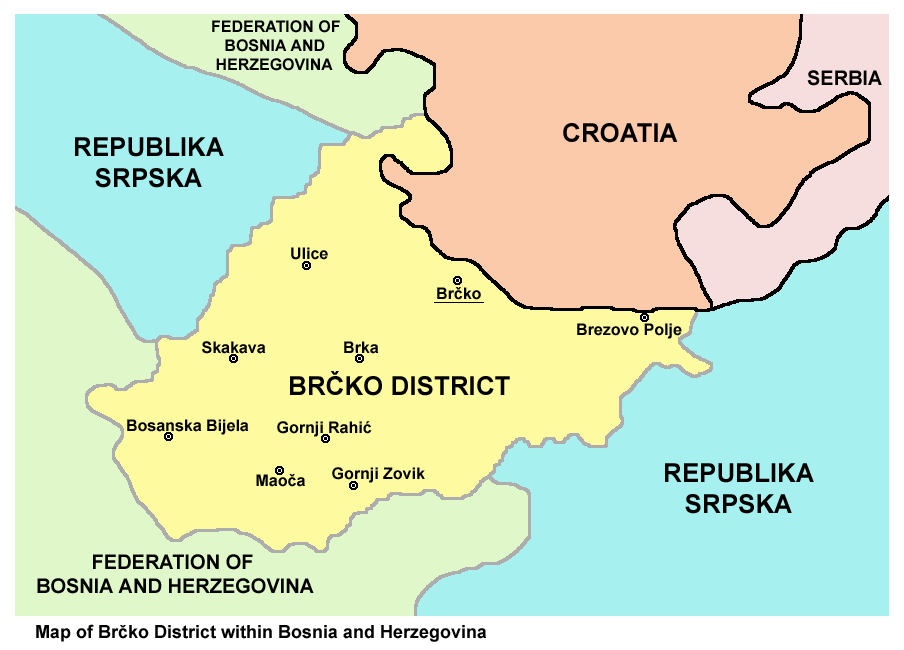
Mapa del Districte de Brčko.

La ciutat de Brčko té l'estatut de "districte", sotmès directament al govern central de Bòsnia i Hercegovina, sense formar part de cap de les dues entitats nacionals que componen el país, la República Sèrbia i la Federació de Bòsnia i Hercegovina, que li van aportar una part del territori cadascuna i li van reconèixer l'autonomia. Aquesta situació li ha vingut donada pels Acords de Dayton del 1995 entre totes dues entitats, tot i que la concreció de la solució definitiva no va arribar fins al 1999, a partir d'un arbitratge conduït per l'Alt Comissionat de les Nacions Unides per a Bòsnia i Hercegovina.

## Brasil
Brasília, capital del Brasil, es troba al Districte Federal del Brasil, que es va crear el 1960 amb terres de l'Estat de Goiás per edificar-hi la nova capital. Tot i que el Districte inclou diverses localitats, funciona com un sol municipi. El Districte no té els mateixos poders que tenen els estats i es troba vinculat directament al govern federal, però sí que té la seva pròpia legislació i la seva pròpia representació al Senat i a la Cambra dels Diputats.

## Bulgària
La capital de Bulgària, Sofia, té estatut d'oblast (regió).

## Colòmbia
A Colòmbia, el "Districte Capital de Bogotà", que inclou la ciutat de Bogotà i es divideix en 20 localitats, fou creat el 1955. El 1991 una nova Constitució el va canviar de nom a "Bogotà, Districte Capital".

## Corea del Nord
La capital de Corea del Nord, Pyongyang, que abans formava part de la província de Pyongyang del Sud, actualment és una "ciutat administrada directament". Durant un temps, la capital fou considerada "ciutat especial", a semblança de la capital de Corea del Sud, Seül.

## Corea del Sud

Les ciutats i les províncies de Corea del Sud.

Corea del Sud es divideix en 9 províncies i 8 ciutats autònomes de diversa consideració, si bé totes amb una administració de nivell provincial. La ciutat més gran de llarg és la capital, Seül (1 al mapa), anomenada "ciutat especial", que acumula més del 20% de la població total del país. També hi ha sis "ciutats metropolitanes" o "grans ciutats", que són: Busan (2), Daegu (3), Daejeon (6), Incheon (4), Gwangju (5) i Ulsan (7), i una "ciutat especial autònoma", Sejong.
Històricament, totes les ciutats autònomes formaven part d'alguna província, el territori de la qual actualment les envolta, i amb la que mantenen una identitat cultural i un fort sentiment d'identitat. D'altra banda, les ciutats de Seül i Incheon, junt amb la província de Gyeonggi-do (8), densament poblada, i que gairebé les envolta totes dues, es considera que componen l'Àrea de la Capital Nacional. Curiosament, de vegades passa que les "ciutats metropolitanes" poden exercir de capital de la província, tot i que es troben fora del territori provincial.
El 2006, el partit governant feu aprovar una reforma administrativa que eliminarà totes les fronteres internes entre ciutats metropolitanes i províncies, i que després dividirà el país en 50 o 60 circumscripcions noves del tipus ciutat o comtat, segons el model japonès. Es pretén que aquest pla ajudi a reduir les diferències regionals i l'animositat actuals mitjançant l'eliminació de les identitats provincials.

## Croàcia
La capital de Croàcia, Zagreb té categoria de županija (comtat), a diferència de totes les altres ciutats del país, totes sotmeses a algun dels comtats.

## República Dominicana
A la República Dominicana, el "Districte Nacional" fou creat el 1922 per contenir la ciutat de Santo Domingo de Guzmán, capital del país i la ciutat europea més antiga d'Amèrica.

## Espanya

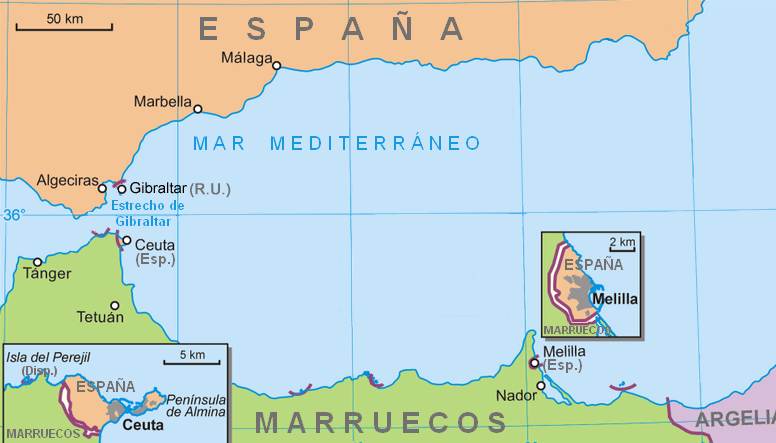
Ubicació geogràfica de Ceuta i Melilla.

A Espanya, hi ha dues ciutats que duen el nom de "ciutat autònoma": Ceuta i Melilla, situades a la costa nord-africana i envoltades pel territori marroquí, no formen part de cap comunitat autònoma. Espanya és un estat unitari però altament descentralitzat en 17 comunitats autònomes i 2 ciutats autònomes. Ambdues ciutats, pertanyents a l'estat espanyol des del segle xv, són considerades municipis tot i que gaudeixen d'un estatut especial (aprovat l'any 1995) que les dota d'una assemblea sense poders legislatius, però que pot proposar iniciatives legislatives directament a les Corts Generals.

## Estats Units d'Amèrica

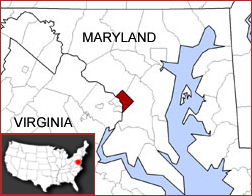
Ubicació de Washington DC

Washington DC, capital dels Estats Units d'Amèrica, coincideix amb el Districte de Colúmbia (DC), que no és un dels 50 estats de la Unió, però compta com un més (a la pràctica, són 51 estats). Columbia era un nom simbòlic i poètic que rebien els Estats Units en aquella època. Tot i que el 1790 el Districte de Colúmbia fou creat amb parts del territori de Maryland i de Virgínia, aquest darrer estat va recuperar la seva aportació l'any 1846. El territori original tenia la forma d'un cairó de 100 milles2 a ambdues bandes del riu Potomac. El 1871, una llei federal va abolir la ciutat de Georgetown i va constituir una sola autoritat municipal per a tot el DC. Ara bé, la conurbació de Washington s'estén pels dos estats que envolten el Districte de Colúmbia.

## Filipines
37 ciutats i 1 municipi de les Filipines són ciutats autònomes, no sotmeses a la fiscalitat ni a l'administració provincials, tot i que moltes d'elles segueixen formant part teòricament de la seva província només per una qüestió d'economia administrativa. Metro Manila, la regió metropolitana que allotja la capital de les Filipines, coneguda pel seu acrònim anglès NCR, està composta per 16 d'aquestes ciutats (Manila, Caloocan, Las Piñas, Makati, Malabon, Mandaluyong, Marikina, Muntinlupa, Navotas, Pasay, Pasig, Parañaque, Quezon, San Juan, Taguig i Valenzuela), més el municipi independent de Pateros que, tècnicament, també és una petita ciutat autònoma. La resta de ciutats autònomes són: Baguio, Angeles, Olongapo, Lucena, Puerto Princesa i Naga, també a la regió de Luzon, com les de la NCR; Bacolod, Iloilo, Cebu, Lapu-Lapu, Mandaue, Ormoc i Tacloban, a la regió de Visayas; i Isabela, Zamboanga, Cagayan de Oro, Iligan, Davao, General Santos, Butuan i Cotabato, a Mindanao.

## França

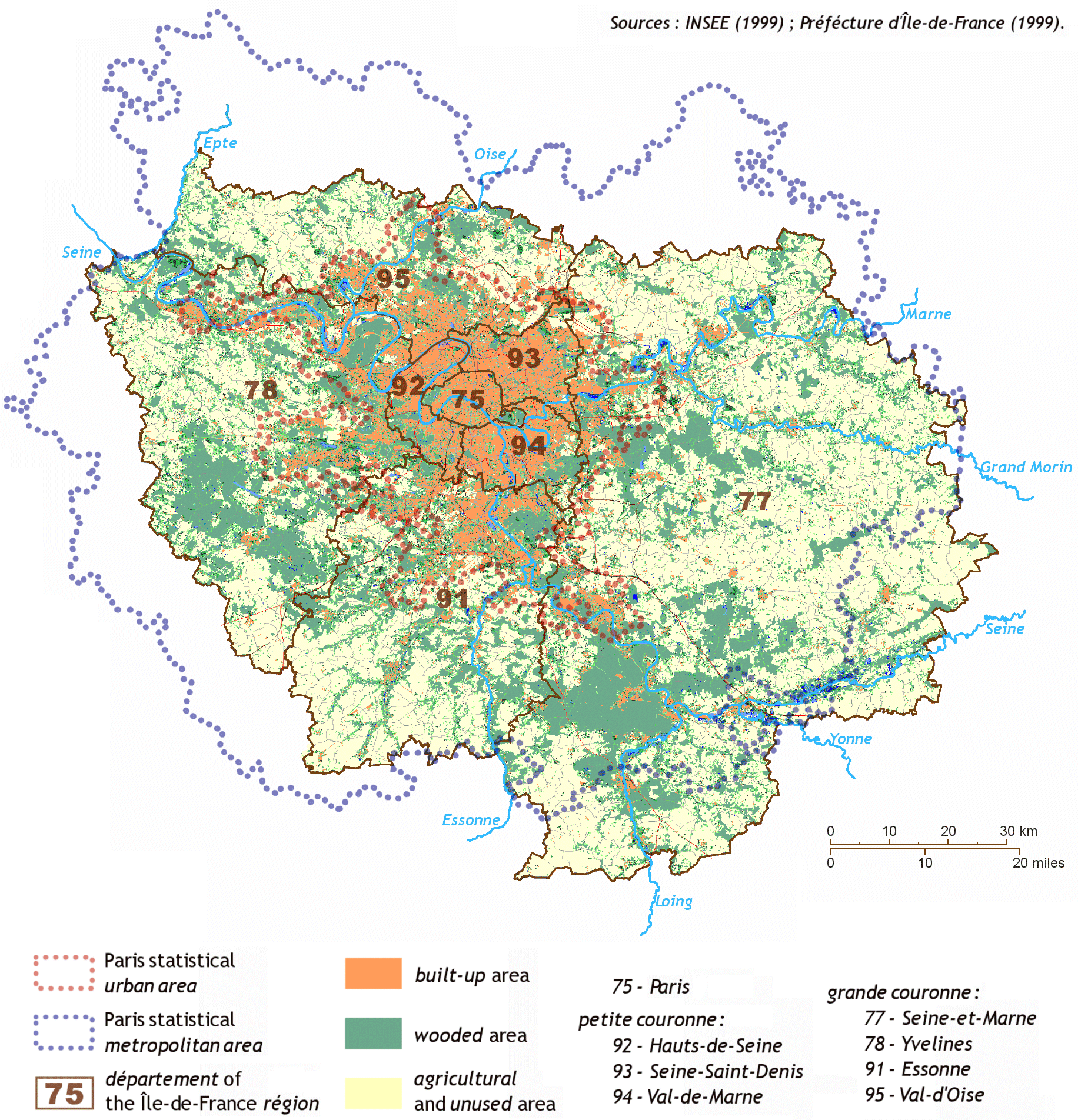
París (75) i els altres departaments metropolitans.

- La capital de França, París, és des del 1968 l'única ciutat del país que és alhora comuna (municipi) i departament, però amb una administració única, ja que el Conseil de Paris acumula les funcions alhora d'una comuna (conseil municipal) i d'un departament (conseil général).[14][15] Com a departament, París suma amb els altres departaments propers per formar la regió d'Île-de-France.

- D'altra banda, Saint-Barthélemy i Saint-Martin, que són una illa i la meitat d'una altra, a les Petites Antilles, el 2003 van decidir en referèndum separar-se de la regió d'ultramar de Guadeloupe, i van esdevenir col·lectivitats d'ultramar el 2007. Com que són sengles municipis, s'han de considerar també ciutats autònomes.[16]

## Hongria
La capital d'Hongria, Budapest, és una divisió administrativa equivalent a un comtat. També hi ha 23 ciutats que són considerades "ciutat amb drets de comtat", equiparades totalment als altres 19 comtats del país, encara que es troben integrades formalment en aquests. Les ciutats autònomes són: Békéscsaba, Debrecen, Dunaújváros, Eger, Érd, Gyõr, Hódmezõvásárhely, Kaposvár, Kecskemét, Miskolc, Nagykanizsa, Nyíregyháza, Pécs, Salgótarján, Sopron, Szeged, Székesfehérvár, Szekszárd, Szolnok, Szombathely, Tatabánya, Veszprém i Zalaegerszeg.

## Índia

Mapa dels nou districtes de Delhi.

Les ciutats de Nova Delhi, capital de l'Índia, Delhi i Delhi Cantonment constitueixen administrativament una sola ciutat, organitzada en el Territori de la Capital Nacional de Delhi. Els Territoris de la Unió, a diferència dels estats, són governats directament pel govern federal, però en el cas de la capital, els governs local i federal es reparteixen les competències. El territori fou constituït l'any 1956, i des del 1991 disposa d'una assemblea legislativa i d'un "ministre en cap" elegit democràticament, en lloc d'un governador nomenat pel govern federal com seria el procediment habitual als altres territoris federals. La capital de l'Índia té més de 22 milions d'habitants, cosa que en fa la ciutat més gran del món.

## Indonèsia
La capital d'Indonèsia, l'anomenada "Regió Especial Capital de Jakarta" no és oficialment una ciutat, sinó una província, constituïda el 1960, amb un governador i un parlament local elegits. Es divideix en 5 "ciutats administratives", cada una amb el seu alcalde, si bé no deixen de ser 5 districtes urbans. La província de Jakarta inclou també una "regència administrativa" (comarca) per a les illes del mar de Java. Però aquestes administracions locals no són autònomes: els cinc alcaldes i el regent són nomenats pel governador i el Parlament de Jakarta, i no tenen parlaments propis, a diferència de la resta de les províncies del país.

## Iraq
Bagdad, la capital d'Iraq, constitueix, junt amb 6 ciutats satèl·lits, el "Districte Especial Capital", que és una de les 18 governacions en què es divideix el país.

## Irlanda
La República d'Irlanda, des del 2001, es divideix en 29 comtats i 5 city councils (consells municipals). Les ciutats de Dublín (la capital nacional), Cork, Limerick, Galway i Waterford tenen una administració separada dels comtats, és a dir, que són ciutats independents.

## Japó
Tòquio, capital del Japó, és una "prefectura metropolitana", mentre que Osaka i Kyoto són "prefectures urbanes", formant part de les 47 prefectures en què es divideix el país. Oficialment, la capital es diu "Tokyo Metropolis" i la formen 49 municipis, 23 dels quals són els districtes de l'antiga Ciutat de Tòquio.

## Liechtenstein

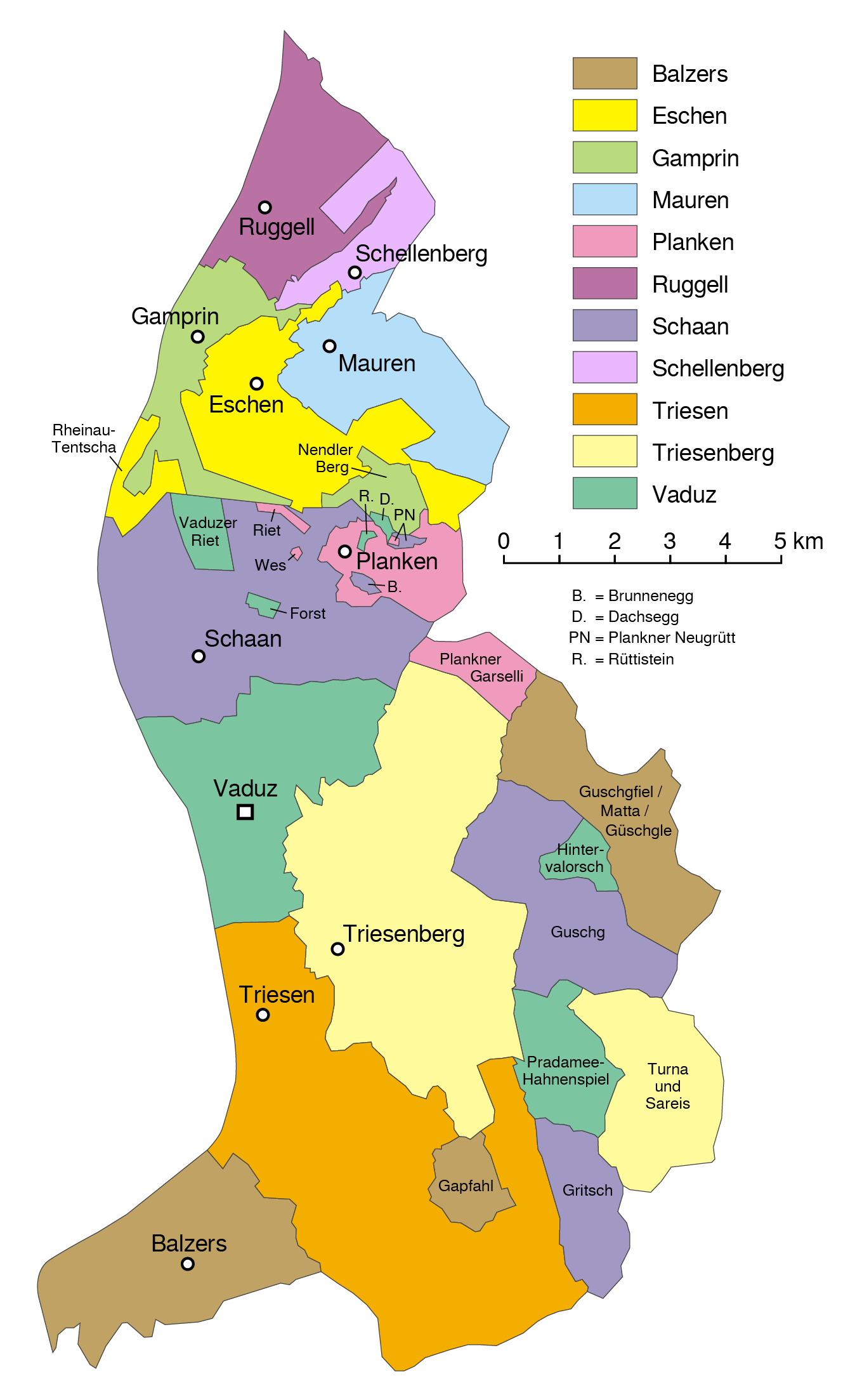
Les onze comunes de Liechtenstein.

El Principat de Liechtenstein s'organitza administrativament en 11 comunes, que són ciutats autònomes pel fet que no hi ha altres divisions administratives intermèdies. Aquestes són: Balzers, Eschen, Gamprin, Mauren, Planken, Ruggell, Schaan, Schellenberg, Triesen, Triesenberg i Vaduz (la capital).

## Malàisia
A Malàisia, la "capital nacional", Kuala Lumpur se situa al "Territori Federal de Kuala Lumpur" des del 1974, mentre que la ciutat planificada de Putrajaya, "Centre Administratiu del Govern Federal", a 40 km més cap al sud, és un altre Territori Federal des del 2001. Tots dos territoris federals són enclavaments dins de l'estat de Selangor i són governats directament pel govern federal.

## Mali
Bamako, la capital de Mali, és al "Districte Capital de Bamako", que és un enclavament dins de la regió de Koulikoro.

## Mèxic

Àrea metropolitana de la ciutat de Mèxic.

Ciutat de Mèxic, capital dels Estats Units Mexicans, també és anomenada México D. F. pel fet que constitueix el Distrito Federal, constituït el 1824. El Districte Federal Mexicà és una "entitat federativa" igual que els 31 estats que componen Mèxic. El 1928 fou abolit el municipi de la Ciutat de Mèxic, per evitar els confictes jurisdiccionals que s'havien produït amb les autoritats del DF. La taca urbana de la ciutat ocupa tan sols el nord del DF i, en canvi, s'estén fora per una bona part de l'Estat de Mèxic.

## Níger
La ciutat de Niamey, capital del Níger, és governada per una administració de primer nivell, la Communauté Urbaine de Niamey (CUN), de 239,30 km², que inclou 5 comunes urbanes, que abans eren comunes independents, però que conserven una certa autonomia interna. La CUN té el mateix nivell administratiu que les 7 regions de Níger, i un governador nomenat pel govern central. Des del 2000, s'està desenvolupant un pla de descentralització de totes les administracions del Níger, que inclou l'elecció d'un Consell Local de 45 membres i un alcalde elegit per aquests per a Niamey, sotmesos al governador de la CUN (el nou alcalde s'ha estrenat el 2011). La nova ciutat exclourà alguns territoris dels afores. Fins al 1998, Niamey formava part de la regió de Tillabéri, que l'envolta totalment.

## Nigèria
Abuja, capital de Nigèria, se situa al Territori de la Capital Federal, que es va crear el 1976 amb parts de tres estats federats. La capital hi fou traslladada des de Lagos el 1991. A diferència dels estats, la capital no té un governador elegit democràticament, sinó que és administrada per un "ministre" designat pel president de Nigèria.

## Noruega
A Noruega, la capital Oslo és alhora un municipi (kommune) i un comtat (fylke) amb el mateix territori. El govern local és en mans d'un consell de 59 membres, que deleguen en 6 comissaris executius. L'àrea metropolitana d'Oslo s'escampa pels comtats veïns, que constitueixen la regió d'Østlandet (literalment, "terra de l'est").

## Països Baixos

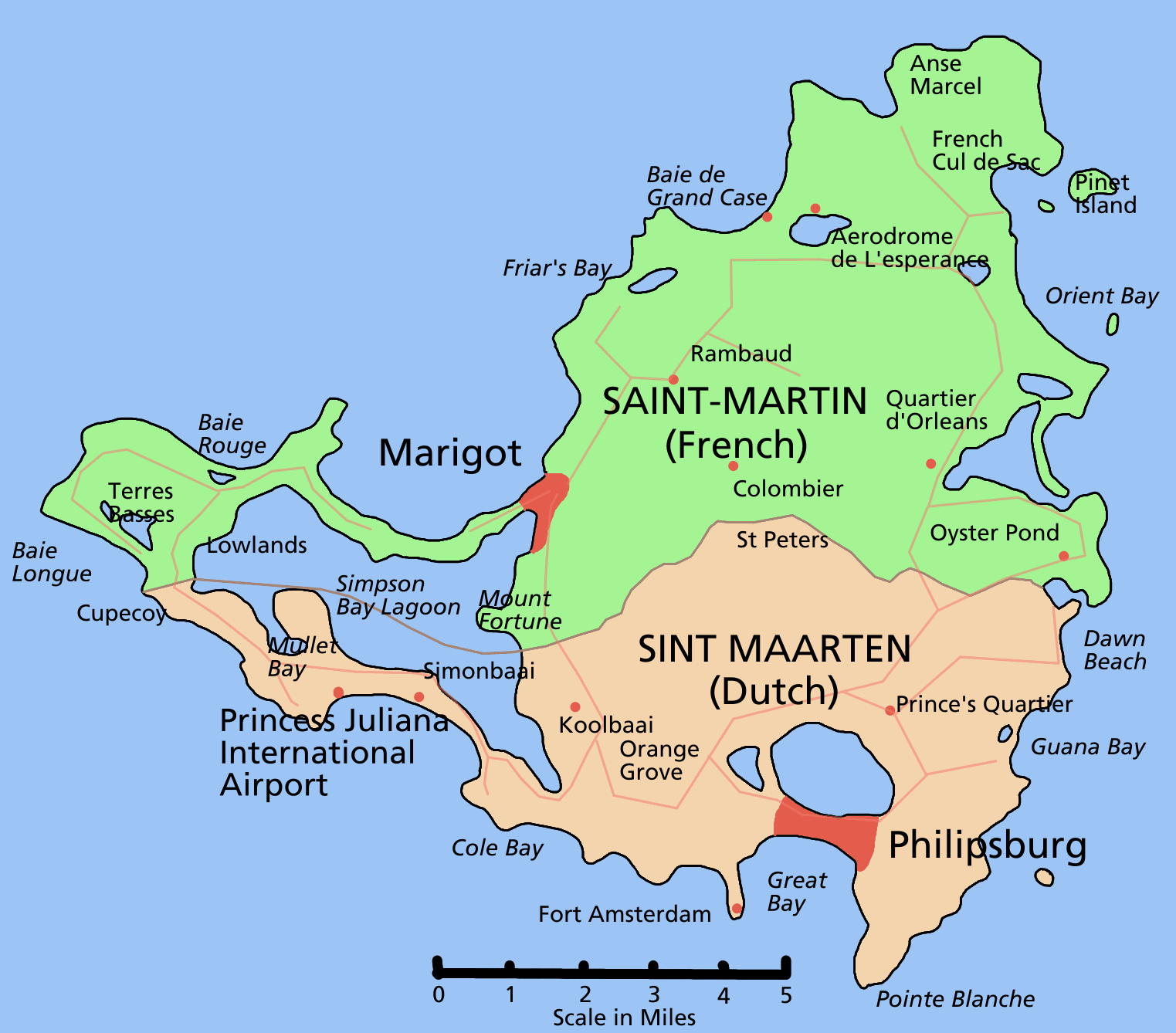
L'illa de Sant Martí, repartida entre França i els Països Baixos.

- Saba i Sint Eustatius són dues illes constituïdes des del 2010 en sengles municipalitats especials (oficialment, "ens públics") del Regne dels Països Baixos, a les Petites Antilles.[20]
- En canvi, el municipi de Sint Maarten, que ocupa la meitat sud de l'Illa de Sant Martí, és en si mateix un país constituent del Regne dels Països Baixos.

## Papua Nova Guinea
La ciutat de Port Moresby, capital de Papua Nova Guinea, es va constituir en el Districte de la Capital Nacional des de la independència del país el 1975.

## Regne Unit

El penyal de Gibraltar.

- Londres, capital del Regne Unit i alhora d'Anglaterra, que és un dels seus països constituents, és administrativament el Gran Londres (Greater London), compost per la Ciutat de Londres (la City) i 32 boroughs. El Gran Londres no és ben bé un dels comtats, metropolitans o no metropolitans, en què es divideix la resta del territori anglès. La ciutat té el seu propi Consell i un alcalde d'elecció directa, que exerceixen el govern local (devolució de poders) en molt més gran mesura que cap altra ciutat o territori del Regne Unit (amb l'excepció dels altres països constituents: País de Gal·les, Escòcia i Irlanda del Nord). D'altra banda, un dels districtes o boroughs, la Ciutat de Westminster, és la seu del govern i, per tant l'autèntica capital del Regne Unit, doncs s'hi troben el Parlament, el Palau de Buckingham i altres institucions polítiques, judicials i religioses.
- La Ciutat de Londres (que no és ni ha estat mai la seu del govern) té un estatut polític únic en tota l'administració local britànica: tot i que es troba integrada en el Gran Londres pel que fa a la major part de qüestions administratives, en canvi té reconeguda la categoria de comtat cerimonial (el més petit de tots), i conserva moltes competències pròpies d'un govern local independent, especialment un cos exclusiu de policia local i el títol de Lord Mayor per al seu alcalde.

- Gibraltar és un Territori Britànic d'Ultramar, ocupat pels britànics des del 1704 i cedit des del 1713, pel Tractat d'Utrecht, tot i que Espanya no cessa de reclamar-ne la sobirania. Per la doble circumstància de constituir un sol municipi i de no ser independent, Gibraltar s'ha de considerar també una ciutat autònoma. Des de la Constitució del 2006, el territori gaudeix d'una autonomia total, llevat només de la defensa i els afers exteriors.

## Romania
Bucarest, capital de Romania, és fora del sistema de comtats que abasta tot el país.

## Rússia

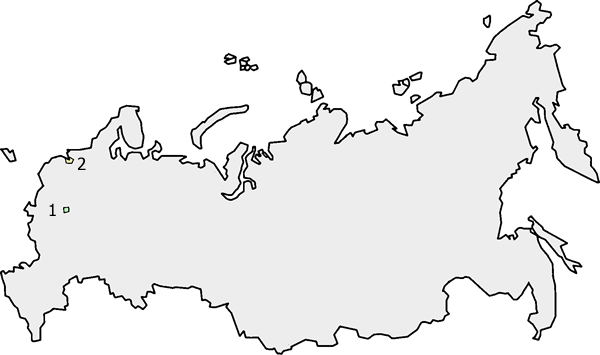
Ubicació de les ciutats federals de Rússia (1-Moscou, 2-St.Petersburg).

A la Federació Russa, Moscou (la capital) i Sant Petersburg són dos municipis considerats ciutats federals, dos dels 83 anomenats subjectes federals de Rússia, tots ells amb els mateixos drets dins de la federació.

## Taiwan
A la República de la Xina, a l'illa de Taiwan, hi ha cinc "municipalitats especials" que depenen directament del govern central: Taipei (capital nacional), Kaohsiung, Nou Taipei, Taichung i Tainan.

## Ucraïna
A Ucraïna, les ciutats de Kíev i Sebastòpol tenen la categoria d'óblast ("regió"). La divisió territorial del país inclou, a més, uns altres 24 oblast i la República Autònoma de Crimea.

## Veneçuela

Divisió municipal de la metròpoli de Caracas.

Caracas, capital de Veneçuela, en realitat és una conurbació (Distrito Metropolitano de Caracas) formada per cinc municipis: quatre més petits integrats a l'Estat de Miranda i el més gran, Libertador, que constitueix per sí sol el Distrito Capital, creat l'any 2000.

## República Popular de la Xina

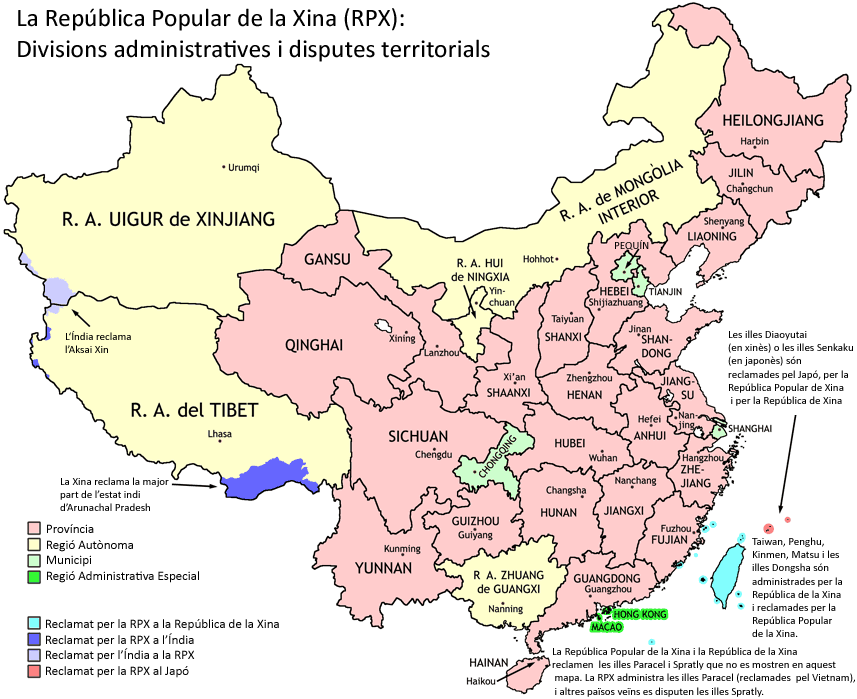
Mapa administratiu de la Xina (en verd, les municipalitats i les RAE).

- A la Xina continental, sota l'administració de la República Popular de la Xina, les ciutats de Beijing (la capital), Tianjin, Shanghai i Chongqing són municipalitats que depenen directament del govern central del país i no pertanyen a cap província. El cas de Chongqing és especial perquè abasta un territori de 82.403 km² amb una població de 28.846.170 habitants, repartits entre 9 districtes urbans, a més de 19 districtes (no urbans), 15 comtats i 4 comtats autònoms.

- A més, a partir del 1980, el govern xinès va obrir parcialment l'economia de 4 ciutats de nivell viceprovincial, considerant-les Regió Econòmica Especial. Nominalment, són sota l'administració d'una província, però, a la pràctica, gaudeixen d'una autonomia econòmica total respecte de les províncies. Són: Zhuhai, Shenzhen i Shantou (totes a la província de Guangdong), a més de Xiamen (a Fujian). A partir del 1984, s'anaren obrint progressivament moltes altres ciutats de la costa i també de l'interior. Tot el territori de la província insular de Hainan també és una Regió Econòmica Especial.

- Finalment, Hong Kong i Macau són dues Regions Administratives Especials, des de la seva devolució a la Xina per part del Regne Unit i Portugal, des del 1997 i des del 1999, respectivament, que gaudeixen d'una autonomia molt àmplia, amb les úniques excepcions de la diplomàcia i la defensa; en canvi, conserven la legislació pròpia de les antigues metròpolis i el sistema capitalista, i expedeixen els seus propis passaports.